# 台灣海陸運輸公司
台灣海陸運輸公司（Today Makes Tomorrow，簡稱台灣海運）是臺灣一家大型航運公司，原名信榮航運公司，也是世界的著名散裝航運業者之一。

## 簡介
台灣海陸運輸前身是蘇清雲於1958年創立的台灣海運公司，專營臺灣香蕉出口業務，公司的第一艘船名為「Taiwan Banana in Chinese 」。2002年現任董事長蘇信吉自己創立信榮航運公司並從父親蘇清雲手中接下台灣海運公司，合併改名為信榮海陸運輸公司，但是公司英文的英文名稱仍為TMT, Taiwan Maritime Transport。已共經營約60~70艘全散裝貨輪
長榮集團總裁張榮發早年，就曾經在該公司船上擔任大副與二副。。
現任董事蘇信吉在日本長大，經營策略和父親大不同。他認為船舶只是商品，如何利用船舶買賣及租賃獲利才重要，所以蘇信吉一點都不在乎海運界關心的噸位稅及三通。
2004年曾經參與中國造船公司民營化投標，後因投標廠商少於三家，於2006年第三次招投標前宣佈放棄。在投標中國造船前，已投資日本名村造船廠。跨足期貨，經由遠期運費協議(Forward Freight Agreement)來賺取利潤，操控FFA全球貿易市場的近30％。
2007年申請更名及縮寫為「Today Makes Tomorrow」
2010年派遣旗下的鯨魚號參與BP在美國外海的漏油事件。
2013年6月21日於美國德州休士頓破產法院聲請重整。
2013年違反了美國對伊朗的貿易制裁。
2019年3月，蘇信吉在倫敦被起訴的17項罪名中15項罪名成立於倫敦北部伊斯靈頓的彭頓維爾監獄服刑21個月。